# مانع سیمی

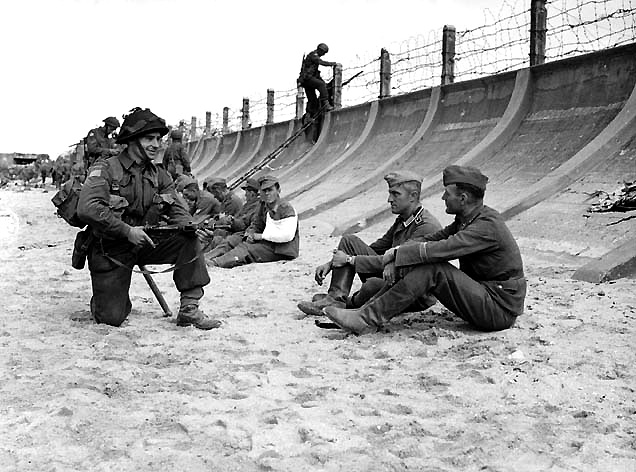
ساحل جونو در خلال پیاده‌سازی در نرماندی، در سال ۱۹۴۴. نمونه‌ای از موانع سیمی، وقتی با دیوار دریایی شیب‌دار و خمیده ترکیب می‌شود، هر مهاجمی را کند می‌کند و به یک سنگر مسلسل در نزدیکی (که در سمت چپ قابل مشاهده است) زمان می‌دهد تا منطقه را با آتش گسترده، جارو کند.

مانع سیمی (انگلیسی: Wire obstacle) یا موانع سیمی در استحکامات علوم نظامی، موانع دفاعی هستند که از سیم خاردار، نوار خاردار یا سیم خاردار حلقوی ساخته شده‌اند. موانع سیمی برای ایجاد اختلال، تأخیر و به‌طورکلی کاهش سرعت دشمن مهاجم طراحی شده‌اند. در مدتی که حرکت مهاجمان توسط مانع سیمی، کند می‌شوند (یا احتمالاً عمداً به مناطق کشتار هدایت می‌شوند) هدف قرار دادن آن‌ها با آتش مسلسل و توپخانه آسان است. بسته به نیازها و منابع موجود، موانع سیمی ممکن است از یک حصار سیمی خاردار ساده در مقابل یک موقعیت دفاعی تا الگوهای پیچیده نرده‌ها، موانع حلقوی، دندان اژدها (که هدف مشابهی مانند موانع سیمی دارند، اما برای وسایل نقلیه جنگی استفاده می‌شوند) و میدان‌های مین (ضد نفر و ضد زره) با صدها متر ضخامت متغیر باشند.
موانع سیمی نخستین بار توسط ژنرال امبروز برن‌ساید از ارتش اتحادیه، در طول نبرد فورت سندرز در کمپین ناکسویل در جنگ داخلی آمریکا مورد استفاده قرار گرفت، زمانی که سیم تلگراف بین کنده‌های درخت در فاصله ۳۰ تا ۸۰ یاردی جلوی بخشی از خط اتحادیه کشیده شد. ارتش سلطنتی دانمارک نیز در طول دومین جنگ شلسویگ از نرده‌های سیمی در مقابل استحکامات دانویرک استفاده کرد. استفاده انبوه از موانع سیمی برای اولین بار در طول جنگ بوئر دوم توسط نیروهای بریتانیایی به‌طور قابل توجهی انجام گرفت و در طول جنگ جهانی اول به اوج خود رسید،

## انواع سیم مورد استفاده در کاربردهای نظامی
اگرچه اصطلاح «سیم» به‌طور عام برای اشاره به موانع سیمی به کار می‌رود، اما در علوم نظامی گونه‌های متعددی از سیم وجود دارند که هر یک برای هدف خاصی طراحی شده‌اند:
۱. سیم خاردار (Barbed Wire):
این نوع متداول‌ترین شکل مانع سیمی است که از رشته‌های سیم به‌هم تابیده با خارهای تیز در فواصل منظم تشکیل می‌شود. ویژگی اصلی آن هزینه پایین، سهولت حمل و نصب است؛ به همین دلیل، سیم خاردار اغلب به‌عنوان نخستین لایه‌ی دفاعی در ایجاد حصارهای پیرامونی مورد استفاده قرار می‌گیرد.
۲. سیم کنسرتینا (Concertina Wire):
که با نام‌های سیم حلقوی یا سیم تیغ‌دار (Razor Wire) نیز شناخته می‌شود، به صورت حلقه‌ها و مارپیچ‌های بزرگ ساخته می‌شود و دارای لبه‌های بسیار تیز در سراسر طول سیم است. عبور یا برش این نوع سیم به‌مراتب دشوارتر از سیم خاردار است و لذا سطح امنیت بالاتری ایجاد می‌کند. معمولاً سیم کنسرتینا در چندین لایه متوالی نصب می‌شود تا یک مانع پیچیده و غیرقابل عبور شکل گیرد.
۳. سیم خاردار تقویت‌شده (Reinforced Barbed Wire):
این نوع سیم از رشته‌های ضخیم‌تر و مستحکم‌تر به همراه خارهای مقاوم ساخته می‌شود. ویژگی بارز آن مقاومت بالا در برابر برش و تخریب است و در مناطقی استفاده می‌شود که نیازمند سطح امنیتی بالاتر باشند.
۴. موانع سیمی تاکتیکی (Tactical Wire Obstacles):
این دسته ترکیبی از انواع مختلف سیم‌ها را در بر می‌گیرد و اغلب همراه با سایر موانع دفاعی مانند مین‌ها، خندق‌ها و موانع ضدتانک به کار می‌رود. هدف آن ایجاد یک سامانه دفاعی چندلایه و پیچیده است که هم حرکت نیروهای دشمن را مختل سازد و هم موجب تأخیر در عملیات مهاجم شود.